# Phra Bang
Phra Bang (eller Prabang) er en 55 kg tung og 83 cm høj statue af Buddha, som var det laotiske kongeriges skytsstatue. Den står (eller stod) i kongepaladset (som nu er museum) i Luang Prabang. Byen er opkaldt efter statuen. Statuen er fremstillet af guld, sølv og bronze og besat med ædelsten.
Den originale statue siges at være fremstillet i Indien eller på Ceylon i det første årtusinde efter Kristi fødsel. Om den nuværende statue er den originale eller en kopi, er uklart. Muligvis er den originale statue i 1970'erne landet i Sovjetunionen som betaling for bistand og varer
| Kultur | Spire Denne artikel om kultur er en spire som bør udbygges. Du er velkommen til at hjælpe Wikipedia ved at udvide den. |

19°53′N 102°08′Ø / 19.89°N 102.14°Ø